# Deme N'Diaye
Deme N'Diaye (Dakar, Senegal, 6 de octubre de 1985) es un exfutbolista de Senegal que jugaba en la posición de delantero centro.

## Carrera

### Club
| Periodo   | Club               |
| --------- | ------------------ |
| 2002-2005 | AS Douanes Dakar   |
| 2006-2009 | CF Estrela Amadora |
| 2009-2012 | AC Arles-Avignon   |
| 2012-2016 | RC Lens            |
| 2018-2019 | Arras FA           |

### Selección nacional
Jugó para Senegal en 14 ocasiones de 2009 a 2013 y anotó dos goles; uno de esos goles fue en la derrota por 1-2 ante Libia en bata, Guinea Ecuatorial por la Copa Africana de Naciones 2012.

## Logros
- Copa senegalesa de fútbol (4): 2002, 2003, 2004, 2005